# Más mierda
«Más mierda» es el noveno episodio de la undécima temporada de la serie animada de televisión South Park, y el episodio 162 de la serie en general. Se emitió originalmente en Comedy Central en los Estados Unidos el 10 de octubre de 2007. En el episodio, el padre de Stan, Randy, produce lo que aparentemente es «el mayor mojón jamás cagado», pero sus reclamos por el récord mundial son cuestionados. 
«More Crap» es un episodio altamente escatológico de South Park, con toda la trama y muchos de los chistes que giran en torno a la materia fecal de alguna manera. Es uno de los pocos episodios donde Cartman, Kyle y Kenny no aparecieron. El episodio satiriza al cantante de U2, Bono, por «parecer un pedazo de mierda». La trama de «More Crap» satiriza la naturaleza competitiva de tratar de convertirse en el poseedor del récord en una categoría peculiar. Parodia elementos del documental de 2007 The King of Kong: Por un puñado de monedas, que trata sobre la competencia por el puntaje más alto en el juego arcade Donkey Kong. 
El episodio se emitió poco después de que South Park recibiera un Premio Emmy ese año por el episodio «Make Love, Not Warcraft». Un chiste recurente en «More Crap» hace referencia a la estatuilla del Emmy, especialmente en escenas escatológicas.

## Trama
Randy sufre de estreñimiento severo y no ha podido defecar por más de tres semanas. Después de tomar un laxante, Randy produce un fragmento de excremento anormalmente grande con forma de balón de fútbol durante una evacuación intestinal extremadamente dolorosa. Creyendo que ha pasado el taburete más grande del mundo, se acerca a la oficina de "Normas y Mediciones Fecales Europeas", con sede en Zürich, Suiza. El instituto concluye que tiene el récord mundial, con un peso de 8.6 courics, una unidad de medición ficticia (aproximadamente 1.13 k) que lleva el nombre de la periodista Katie Couric. Como Randy es el primer estadounidense en recibir el premio, el gobierno estadounidense celebra una ceremonia para honrar su logro. Sin embargo, es interrumpido por un video de Bono, el poseedor del récord anterior, alegando que acaba de "cagar un mojón" que pesa 9.5 courics, y por lo tanto sigue siendo el poseedor del récord. Su reclamo es aceptado, a pesar de las protestas de que su única prueba es una foto no verificada. 
Randy está triste por la pérdida de su récord, y sus amigos lo convencen de entrenar duro y reclamar el puesto. Después de tres semanas de comer, un ultrasonido revela que sus heces han alcanzado aproximadamente 14 courics de peso. Bono exige con éxito que se le pida a Randy que pase su taburete en Zúrich. Esto lleva al hijo de Randy, Stan, a visitar la mansión de Bono y pedirle que renuncie al primer lugar, diciendo que Randy nunca ganó nada en su vida, a diferencia de Bono. Sin embargo, Bono enojado se niega a ser "número dos" en nada. El mayordomo de Bono le revela a Stan que la vida de su padre está en peligro si caga un mojón más grande. Mientras corren hacia Zúrich, el mayordomo explica que la razón por la que Randy morirá es porque nadie ha defecado tanto antes. Stan pregunta cómo Bono logró defecar tanto y no morir, y el mayordomo le informa la verdad: Bono estableció su récord en 1960, el año en que nació; Bono no es el poseedor del registro, él es el récord. 
Todos están reunidos en Zürich, donde el líder del instituto explica que cagó el mojón más grande del mundo en 1960 y estaba tan orgulloso que la crio de niño. Con el tiempo, se convirtió en Bono, explicando por qué Bono puede ayudar a tanta gente a través de su trabajo humanitario sin dejar de parecer "una mierda". El padre de Bono dice que a pesar de que Bono fingió su nuevo récord, el propio Bono tiene más de 80 courics de peso y, por lo tanto, aún es más grande que el récord anterior de Randy o cualquier otra materia fecal del mundo. En ese momento, Randy finalmente produce una evacuación intestinal tan grande que lo levanta varios pies del asiento del inodoro y se estima que pesa más de 100 courics. Randy es aclamado como el nuevo poseedor del récord, ya que un miembro del instituto saca la imagen "publicitaria" de Emmy de la pantalla y se la presenta a Randy alojándola en sus heces. 

## Producción
En los elementos emocionales de su trama, "Más mierda" se inspira en el documental de 2007 The King of Kong: A Fistful of Quarters. El documental sigue a Steve Wiebe mientras intenta obtener el puntaje más alto del juego arcade Donkey Kong del actual campeón Billy Mitchell. En el documental, Wiebe bate el récord, pero se sospecha que su máquina pudo haber sido manipulada. Para demostrar sus habilidades de juego, Wiebe realiza el puntaje más alto en vivo, frente a una audiencia, pero luego es engañado por una cinta VHS de baja calidad enviada por Mitchell, que se representa a sí mismo logrando un puntaje más alto. La personalidad de Bono en el episodio es muy similar a la representación de Mitchell en el documental, incluida la forma en que se le permite jugar con diferentes reglas que otros competidores. Los creadores de South Park, Trey Parker y Matt Stone, elogiaron el documental y lo calificaron de "película realmente bien hecha". 
South Park tiene una historia de uso del humor escatológico desde sus primeros días, como el personaje recurrente, el Sr. Popó (un pedazo de heces que habla). Si bien la serie ganó reputación por su uso del humor político a medida que avanzaba, el humor escatológico aún permaneció como un elemento básico en sus últimas temporadas. "Más Mierda" fue nombrado como "tal vez el episodio más centrado en la caca de todos los tiempos"  En el episodio, se retrata constantemente a las mujeres, como la esposa de Randy, Sharon, por no comprender el orgullo que los hombres pueden sentir por el tamaño de sus heces. Esto se ha visto como un signo consciente de la conciencia de los creadores de que ese humor escatológico es más atractivo para los hombres. Esta división entre mujeres y hombres en la apreciación del humor escatológico se satirizó aún más en el episodio de la decimotercera temporada "<i>Eat, Pray, Queef</i>". El amor de Randy por su creciente excremento se retrata en un punto en una analogía del amor de una madre por su hijo nonato. En la escena, el clínico de Randy le muestra sus heces "no nacidas" a través de una ecografía médica y le advierte que no viaje en avión, ya que se encuentra en su "trimestre turd", un juego de palabras en el tercer período de embarazo. 
"Más mierda" fue escrita y dirigida por Trey Parker, y fue producida y transmitida como el segundo episodio de la segunda temporada de la undécima temporada del programa, después del estreno de la temporada, "El pequeño Tourette". El episodio se emitió originalmente en Comedy Central en los Estados Unidos el 10 de octubre de 2007 y está calificado como TV-MA. El episodio presenta una actuación de voz regular de Parker y Stone para la mayoría de los personajes (con Parker haciendo la voz de Randy y Stan), así como April Stewart y Mona Marshall para voces femeninas. El escritor del personal de South Park , Kyle McCulloch, también brindó su voz al episodio como el propio Bono.

## Referencias culturales

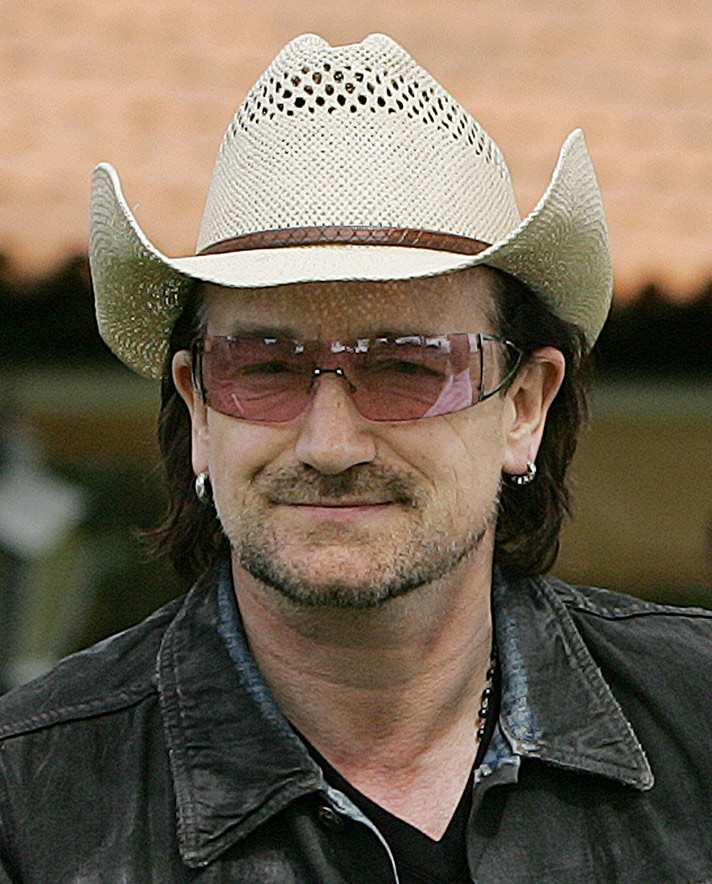
El cantante, músico y filántropo Bono fue parodiado en "Más mierda"